# Portada/article setembre 26

## Catedral de València
La Catedral de València és seu de l'arquebisbat de València i està dedicada a Santa Maria per desig de Jaume I, fidel a la tradicional devoció mariana del segle xiii. Fou consagrada l'any 1238 per l'arquebisbe de Tarragona Pere d'Albalat. Es troba sobre l'antiga mesquita, que al seu torn s'havia alçat sobre l'antiga seu visigòtica.
El gòtic català o mediterrani és l'estil predominant d'aquesta catedral, tot i que també conté elements del romànic, del gòtic francés, del renaixement, del barroc i neoclàssic. Al seu interior s'hi venera el Sant Calze, datat del segle i, i donat a la catedral pel rei Alfons el Magnànim el 1436.